# Sanktuarium Matki Bożej Różańcowej Łaskawej w Janowie Lubelskim
Sanktuarium Matki Bożej Różańcowej Łaskawej, kościół św. Jana Chrzciciela w Janowie Lubelskim, kolegiata – wybudowany w latach 1694–1769 zespół klasztorny należący do zakonu dominikanów znajdujący się w Janowie Lubelskim.

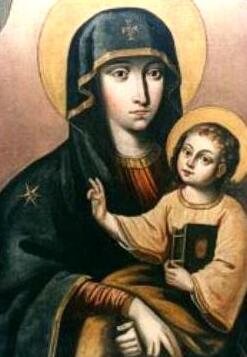
Obraz Matki Bożej Łaskawej-Różańcowej

W 1864 roku dominikanie za sprzyjanie powstańcom styczniowym zostali zmuszeni przez władze carskie do opuszczenia kościoła. Z kościołem związany jest – uznany w 1762 roku za cudowny – obraz Matki Bożej Różańcowej.
24 czerwca 2015 roku sanktuarium zostało podniesione do rangi kolegiaty.